# Тасич, Милица
Милица Тасич (серб. Милица Тасић; род. 24 декабря 1999 года, Белград) — сербская волейболистка, доигровщица.

## Биография
Родилась 24 декабря 1999 года в Белграде.
Выступала за клубы «Црвена Звезда» (Сербия) (2015—2021), «Невада Лас-Вегас» (США) (2021—2022), «Динамо Бухарест» (Румыния) (2022—2023). С 2023 года играет в команде «Меринос» (Турция).
В 2015 году выступала в составе юношеской сборной Сербии на чемпионате Европы.

## Достижения

### Со сборной
- Серебряный призёр чемпионата Европы среди девушек (2015)

### С клубами
- Серебряный призёр чемпионата Сербии (2018)
- Двукратный бронзовый призёр чемпионата Сербии (2017, 2019)